# Wardanidzor
Wardanidzor – wieś w Armenii, w prowincji Sjunik. W 2011 roku liczyła 228 mieszkańców.